# Tádzsikisztán a 2002. évi téli olimpiai játékokon
Tádzsikisztán az egyesült államokbeli Salt Lake Cityben megrendezett 2002. évi téli olimpiai játékok egyik részt vevő nemzete volt. Az országot az olimpián 1 sportágban 1 sportoló képviselte, aki érmet nem szerzett. Tádzsikisztán önállóan először vett részt a téli olimpiai játékokon.

## Alpesisí
Férfi
| Versenyző     | Versenyszám            | 1. futam | 1. futam | 2. futam      | 2. futam      | Összesítés    | Összesítés    |
| Versenyző     | Versenyszám            | Idő      | Hely.    | Idő           | Hely.         | Idő           | Helyezés      |
| ------------- | ---------------------- | -------- | -------- | ------------- | ------------- | ------------- | ------------- |
| Andrej Drigin | Óriás-műlesiklás       | 1:22,01  | 68.*     | nem ért célba | nem ért célba | kiesett       | kiesett       |
| Andrej Drigin | Szuperóriás-műlesiklás |          |          |               |               | nem ért célba | nem ért célba |

* - egy másik versenyzővel azonos eredményt ért el